# Pawieł Prigożyn
Pawieł Jewgienjewicz Prigożyn (ros. Павел Евгеньевич Пригожин; ur. 18 czerwca 1998) – rosyjski przedsiębiorca, syn i główny spadkobierca aktywów, mienia i własności Jewgienija Prigożyna, założyciela i nieoficjalnego szefa Grupy Wagnera.
Jest jednym z wiodących przedsiębiorców działających w Rosji.
Po rozbiciu samolotu Grupy Wagnera pod Kużenkinem został dowódcą Grupy Wagnera i prowadził negocjacje z rosyjską Gwardią Narodową (Rosgwardią), aby umożliwić Grupie Wagnera kontynuowanie operacji bojowych na Ukrainie. Ponadto służył w Grupie Wagnera w Syrii. Publicznie potwierdził, że uczestniczył w operacjach wojskowych przeciwko Ukrainie, pełniąc służbę w oddziale Grupy Wagnera w regionie Donbasu.
3 czerwca 2022 Rada Unii Europejskiej nałożyła na Prigożyna sankcje za wspieranie działań podważających integralność terytorialną, suwerenność i niezależność Ukrainy.